# Черёмушки (комбинат)
«Черёмушки» — крупный кондитерско-булочный комбинат в московском районе Черёмушки, входит в десятку крупнейших российских производителей кондитерских  и хлебобулочных изделий.

## История
Комбинат введён в эксплуатацию в апреле 1973 года в юго-западной части Москвы. На то время являлся крупнейшим хлебопекарным предприятием СССР. Деятельность предприятия началась с производства хлебобулочных изделий, кремовых тортов и пирожных.
В 1976 году на специализированной линии начато производство первого в России бисквитного торта длительного хранения «Чародейка».
В 1980 году коллектив предприятия был награждён переходящим Красным знаменем Совета Министров РСФСР и ВЦСПС.
В 1994 году предприятие становится акционерным обществом, сохранив при этом профильную деятельность и основной ассортимент производимой продукции.
С 2000 года предприятие сфокусировалось на производстве тортов и выпечки длительного хранения, в рамках этого направления разработана новая серия упакованных тортов, среди которых «Персидская ночь», «Карамелия», «Медовик», «Творожник», «Наполеон» и т. д., а в 2003 году на рынок выведена новая категория выпечки длительного хранения под торговой маркой «Сдобная особа». С 2006 года освоено производство хлебобулочной продукции и теста с использованием технологий глубокой заморозки.

## Компания
Компания, созданная на базе активов комбината, в 2000-е годы осуществила попытку консолидировать несколько предприятий хлебобулочной промышленности. В апреле 2005 года компания заявила о том, что становится публичной и намерена выпустить облигации на сумму в 700 млн рублей. Весь объём облигаций был размещён к марту 2006 года, средства, полученные от размещения займа, были направлены на расширение доли рынка компании путём поглощения более мелких кондитерских предприятий. В 2009 году выручка компании составила 4,5 млрд руб.
В 2005—2006 годы компанией приобретены московский Хлебозавод № 6, крупный завод «Простор» на востоке Москвы с площадью производственных помещений более 30 тыс. м², крупный пакет акций Люберецкого хлебокомбината, контрольный пакет Хлебозавода № 12 в Лефортове, а также старейший петербургский хлебозавод «Пекарь». В дальнейшем петербургские активы выделены в отдельную единицу — Первое хлебопекарное объединение, организована выпечка хлебопродукции на арендованных мощностях (в том числе на Сестрорецком и Ломоносовском хлебозаводах). В 2009 году кондитерское подразделение «Пекаря» продано владельцам Фабрики имени Крупской, а в 2012 году Первое хлебопекарное объединение целиком продано структурам Александра Аладушкина. В 2011 году производство из Хлебозавода № 6 в Хамовниках выведено в Черёмушки, а территория предприятия передана под жилищную застройку. В 2014 году компания приобрела за 154 млн руб. 20 % акций зеленоградского Хлебозавода № 28.
Основной владелец — Сергей Щедрин, практически полностью владеет ОАО «Булочно-кондитерский комбинат „Черёмушки“» (99,96 % акций).

## Деятельность
Основные производственные направления:
- Упакованные торты и выпечка длительного хранения (торты, сдобные рулеты, пироги, паи и т. д.).
- Хлеб, хлебобулочные изделия, сдобная и слоёная выпечка.
- Замороженный хлеб, замороженные слоёные и сдобные мучные изделия, замороженное тесто и полуфабрикаты.
- Кремовые торты, десерты и пирожные.

Наиболее известные торговые марки — «Сдобная особа» (выпечка длительного хранения), «День торта» (упакованные торты), «Круанте» (слоеные изделия).

## Доля рынка
По состоянию на 2009 год, комбинат был крупнейшим производителем на московском рынке хлеба и хлебобулочных изделий с долей 10 %.
Выручка в 2009 году составила 4,5 млрд рублей.

## Местоположение
Расположен в районе Черёмушки. Адрес: Москва, ул. Намёткина, 10А.
От комбината получил своё название в 1996 году Хлебобулочный проезд.